# عبد الله بن يزيد بن معاوية
عبد الله بن يزيد بن معاوية بن أبي سفيان، يُقال له الأسوار، هو ابن الخلفية الأموي يزيد بن معاوية، وكان من أرمى العرب، وأمه أم كلثوم بنت عبد الله بن عامر. بعد وفاة أخيه الخليفة معاوية بن يزيد عام 684م، كان هو وشقيقه خالد بن يزيد صغار للغاية، ودعا عبد الله بن الزبير لنفسه بالبيعة وكذلك دعا مروان بن الحكم. كان عبد الله راميًا وفارسًا شهيرًا وقاد جزءًا من الجيش الذي استولى على العراق من القوات المناهضة للأموية عام 691م.

## سيرته
عُرف عبد الله بأنه "أفضل رماة عرب في عصره". سُمي " الأسوار " من الكلمة الفارسية "الفارس". وهو الذي يقول فيه الشاعر:
قاد عبد الله للجناح الأيمن لجيش عبد الملك بن مروان في معركة دير الجثاليق ضد مصعب بن الزبير عام 691. وتولى أخوه خالد قيادة الجناح الأيسر.

## أسرته
تزوج عبد الله من ابنة عمه عتيقة ابنة عبد الله شقيق يزيد. وكان متزوجًا من أم كلثوم بنت عنبسة بن أبي سفيان. كما تزوج عائشة بنت سعيد بن عثمان، ورملة بنت أبي سفيان.  كما تزوج من أم عثمان ابنة سعيد بن العاص، بعد وفاة زوجها الأول خالد بن عمرو بن عثمان. مع أم عثمان، أنجب عبد الله ولديه أبو عتبة وأبو سفيان، (أو أبو أبان حسب البلاذري). تزوج لاحقًا من ابنة أخت أم عثمان، أم موسى، وهي ابنة عمرو بن سعيد الأشدق. كما تزوج عبد الله من امرأة من قبيلة بني كلب وهي عائشة بنت الزبان.
كانت إحدى بنات عبد الله متزوجة من الخليفة هشام بن عبد الملك. وكان ابنه زياد بن عبد الله (المعروف باسم أبو محمد السفياني) قائداً في دمشق في خدمة الوليد بن يزيد وقاد فيما بعد ثورة ضد العباسيين.